# Lambir
Lambir (ros. Ля́мбирь, mord. Лямбирь) – wieś (ros. село, trb. sieło) w Republice Mordowii, w Rosji. Centrum administracyjne dystryktu rejonu lambirskiego. Liczba ludności wynosi około 8,7 tysiąca ludzi.